# 그럼피 캣

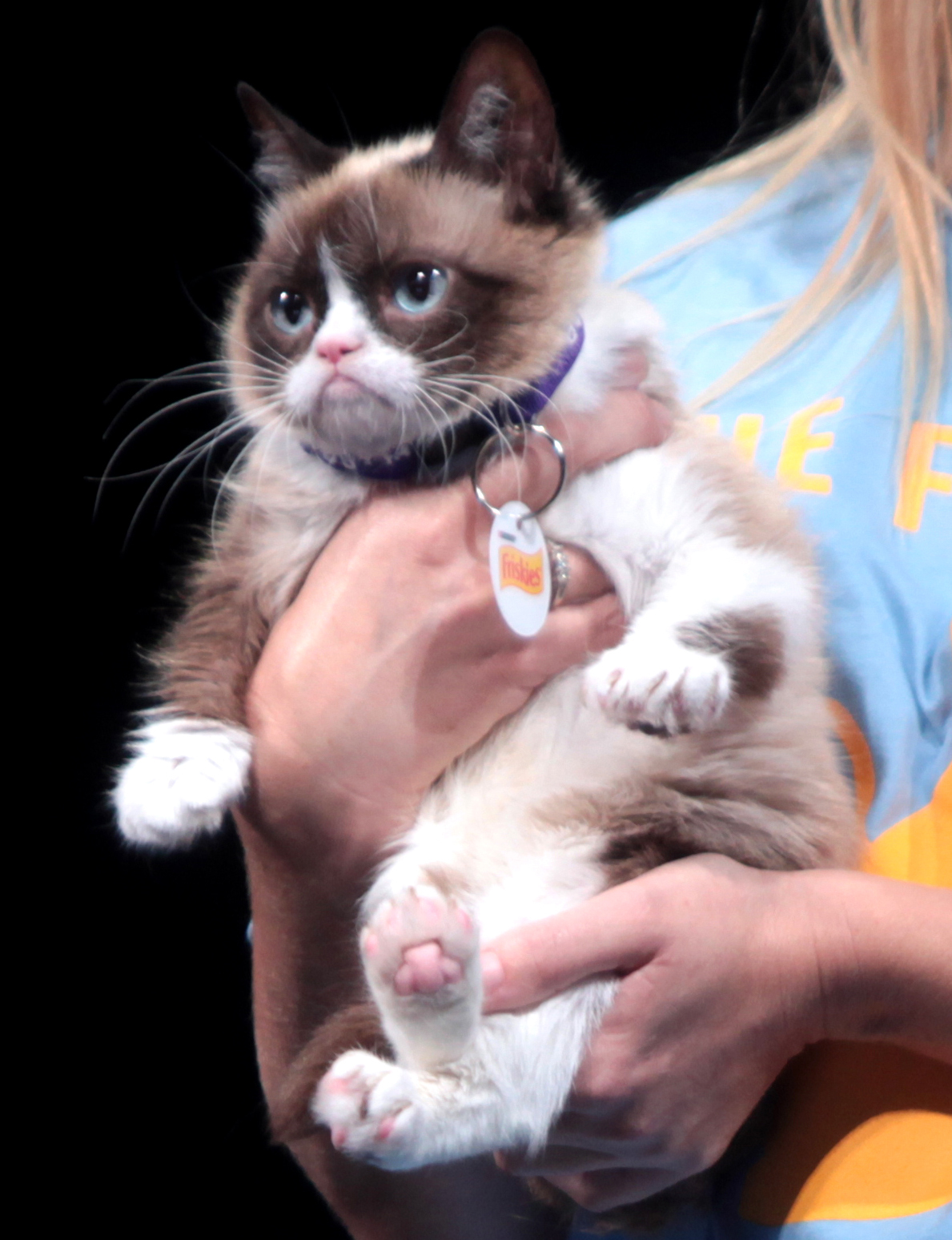

그럼피 캣(Grumpy Cat)는 인터넷 필수요소이다. 이 고양이의 원래 이름은 타르다르 소스(Tardar Sauce, 2012년 4월 4일 ~ 2019년 5월 14일)이며, 암컷이다. 특유의 부루퉁한 표정이 유명해져서 필수요소화되었다.
고양이 주인 타바사 분데센(Tabatha Bundesen)은 이 고양이 특유의 표정이, 일종의 소인증이 고양이에게 발병했기 때문이라고 한다. 분데센의 남자 형제인 브라이언이 2012년 9월 22일에 사진을 찍어 Reddit에 올려서 유명해진 것이 필수요소화의 첫 단계였다. 이 필수요소는 주로 원래 사진에다 이미지 매크로를 사용해 퉁명스러운 대사들을 자막으로 입히는 것으로 구성되어 있다. 페이스북의 "The Official Grumpy Cat"페이지는 2백 5십만여개의 "좋아요"를 받았다. 2013년 5월 30일에는 《월스트리트 저널》, 2013년 10월 7일에는 《뉴욕 매거진》 표지에도 등장했다. 그럼피 캣의 주인은 그럼피 캣이 2019년 5월 14일 화요일 방광염 합병증으로 숨졌다고 말했다.

## 같이 보기
- 인터넷 밈 목록
- Nyan Cat